# Енн Макклейн
Енн Шарлотт Макклейн (англ. Anne Charlotte McClain; нар. 7 червня 1979 року, Спокен, штат Вашингтон, США) — американська астронавтка, льотчиця-випробувачка, 341-й астронавт США, полковник.
3 грудня 2018 року у складі екіпажу ТПК «Союз МС-11» стартувала з «Гагарінського старту» космодрому Байконур до МКС, провела космічний політ на МКС як бортінженер за програмою МКС-57, МКС-58/59. Повернулася на Землю 25 червня 2019 року.

## Біографія
Енн Макклейн народилася 7 червня 1979 року в місті Спокен (штат Вашингтон, США).
1997 року, після закінчення приватної католицької школи в місті Спокен, вступила до Військової академії у Вест-Пойнті (штат Нью-Йорк), яку закінчила у 2002 році і здобула ступінь бакалавра наук з авіаційним систем.
2004 роав здобула ступінь магістра наук з аерокосмічної техніки в університет міста Бат у Великій Британії. 2005 року здобула ступінь магістра з міжнародної безпеки в Бристольському університеті (Велика Британія), який закінчила з відзнакою.

### Військова служба

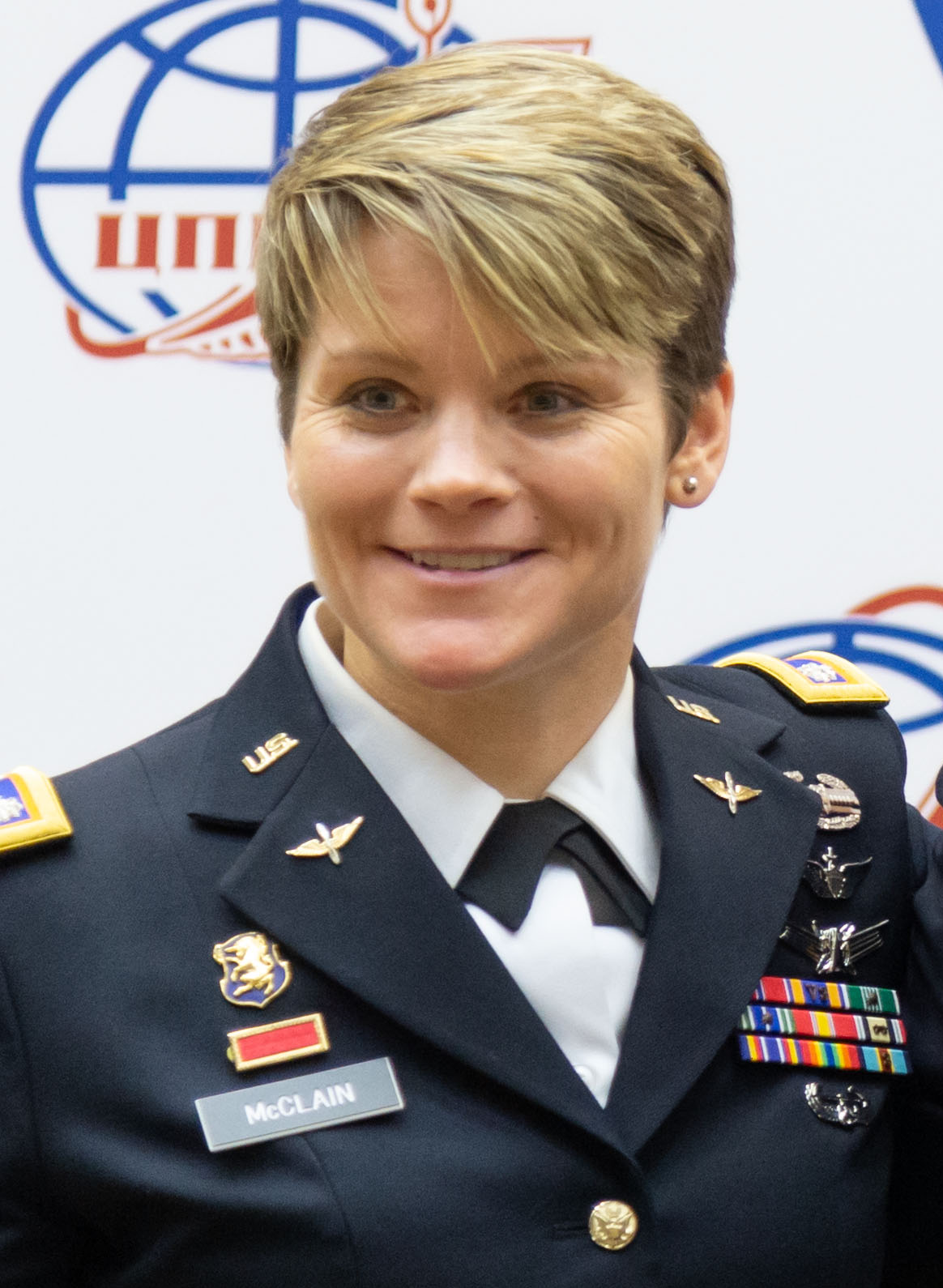
Підполковник Е. Макклейн

На офіцерській службі в армії США з 2002 року. Пройшла льотну підготовку, отримала кваліфікацію пілота вертольота OH-58D Kiowa Warrior. З липня 2006 року протягом 15 місяців брала участь у бойових діях в Іраку, служила начальником розвідувальної служби 2-го батальйону 6-го кавалерійського полку. Зробила 216 бойових вильотів загальною тривалістю близько 850 годин. Восени 2007 року повернулася в Шофілд Баррекс на Гавайях у розташування полку і продовжила службу як начальник розвідувальної служби. 2009 року присвоєно звання капітан.
З червня 2009 року проходила спеціальну підготовку у Форт-Рокері, штат Алабама. Отримала кваліфікацію пілота-інструктора гелікоптера OH-58D Kiowa Warrior. У травні 2010 року призначена командиром загону 1-го батальйону 14-го авіаційного полку, дислокованого у Форт-Рокері. 2011 року їй було присвоєно звання майора. У 2011 і 2012 роках закінчила командно-штабний коледж і курси підвищення кваліфікації. 2013 року закінчила Школу льотчиків-випробувачів ВМС США на авіастанції ВМС Патаксент-Рівер, штат Меріленд.
Має понад 2000 годин нальоту на 20 різних типах вертольотів і літаків з крилом незмінної геометрії. Є пілотом C-12 Huron (King Air), UH-60 Blackhawk і UH-72 Lakota і пілотом-інструктором гелікоптера OH-58D Kiowa Warrior.

## Космічна підготовка

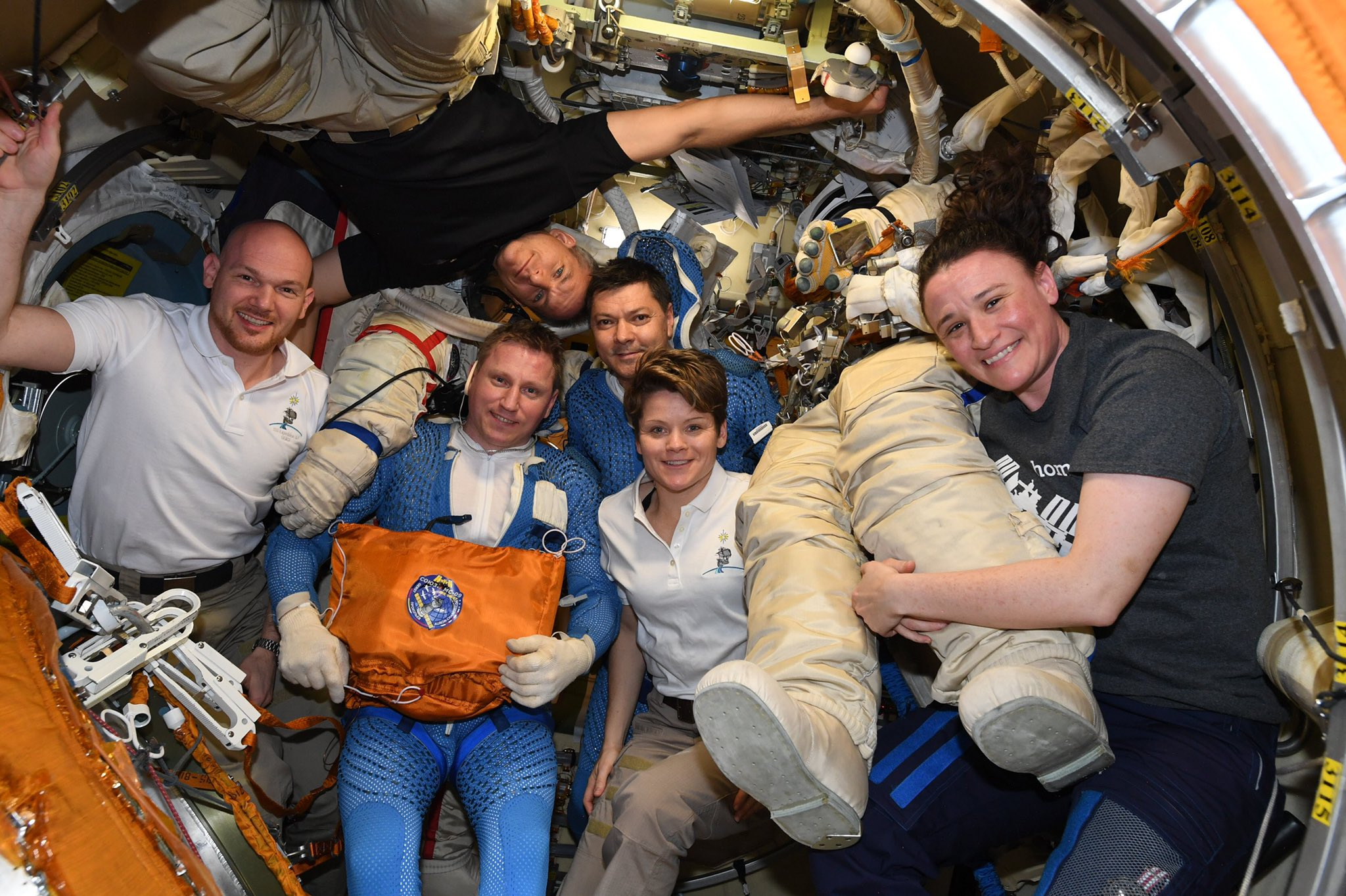
Екіпаж 57-ї експедиції

У червні 2008 року командуванням Армії США була включена у список півфіналістів для відбору кандидатів 20-го набору астронавтів НАСА, однак на обстеження та співбесіду в Космічний центр імені Ліндона Джонсона не викликалася.
17 червня 2013 року була зарахована до загону астронавтів НАСА у складі 21-го набору НАСА як кандидат в астронавти. У серпні 2013 року розпочал проходити курс базової загальнокосмічної підготовки. 9 липня 2015 року отримала статус активного астронавта. У січні 2016 року брала участь у тренуванні на кораблях класу Crew Dragon.
У червні 2017 року розпочла проходити підготовку в Центрі підготовки космонавтів імені Ю. А. Гагаріна. 30 листопада 2017 року рішенням Міжвідомчої комісії була затверджена в якості бортінженера-2 дублюючого екіпажу корабля «Союз МС-11». 19 січня 2018 року призначена в дублюючий екіпаж ТПК «Союз МС-09» та в основний екіпаж корабля «Союз МС-11».

## Космічний політ
3 грудня 2018 року о 14:31 (мск) Енн Макклейн у складі екіпажу ТПК «Союз МС-11» (командир корабля — космонавт Роскосмосу Олег Кононенко, бортінженер-1 — астронавт Канадського аерокосмічного агентства Давид Сен-Жак) стартувала з «Гагарінського старту» космодрому Байконур до МКС. Корабель пристикувався до МКС в 20:33 (мск), політ проходив 6 годин по короткій чотирьохвитковій схемі.
22 березня 2019 року Макклейн і астронавт Нік Хейг здійснили вихід у відкритий космос для проведення робіт на зовнішній поверхні МКС. Астронавти провели роботи по заміні акумуляторів на фермі Р4. 29 березня Макклейн мала продовжити заміну акумуляторів разом з астронавтом Крістіною Кук. Уперше дві жінки мали вийти у відкритий космос. Проте одночасний вихід не вийшло провести, оскільки на МКС не виявилося двох скафандрів потрібного розміру.
25 червня 2019 року о 05:48 мск спускний апарат із космонавтом Роскосмоса Олегом Кононенко, астронавтами Енн Макклейн (НАСА) і Давидом Сен-Жаком (ККА) здійснив посадку в Казахстані за 148 км на південний схід від міста Жезказган. Стан членів екіпажу гарний. Термін перебування в космічному польоті екіпажу тривалої експедиції МКС-58/59 склав більше 203 діб.
Статистика
| # | Стартовий корабель | Старт, UTC        | Експедиція            | Корабель посадки | Посадка, UTC | Наліт                        | Виходи у відкритий космос | Час у відкритому космосі |
| - | ------------------ | ----------------- | --------------------- | ---------------- | ------------ | ---------------------------- | ------------------------- | ------------------------ |
| 1 | Союз МС-11         | 03.12.2018, 11:31 | Союз МС-11, МКС-57/58 | ?                | ?            | ?                            | 1                         | 6 год 39 хв              |
|   |                    |                   |                       |                  |              | 000 доби 00 години 00 хвилин | 1                         | 6 год 39 хв              |

## Родина
Із 2014 по 2018 роки перебувала в одностатевому шлюбі із Саммер Ворден (офіцером ВПС США), виховувала пасинка.

## Курйоз у космосі
2019 року НАСА розслідувало перший випадок злочину у космосі. Колишня партнерка Енн, Саммер Ворден, заявила, що Енн хотіла скористатися її коштами. Енн підтвердила, що заходила до облікового запису із МКС, але лише з метою пересвідчитися, що фінанси родини були в порядку: вистачало грошей для сплати рахунків і догляду за сином Саммер Ворден, якого вони до розлучення виховували разом.

## Захоплення
Макклейн захоплюється важкою атлетикою, регбі, гольфом, велосипедом і бігом. У 2004—2006 і 2010—2012 роках входила до жіночої збірної США з регбі, була членом збірної Військової академії з софтболу.

## Нагороди
- медаль «Бронзова зірка»,
- медаль «За Іракську кампанію» з двома зірками,
- медаль «За участь у глобальній війні з тероризмом»,
- повітряна медаль «За доблесть» (Air Medal with Valor),
- дві медалі «За повітряні операції» (Air Medal),
- дві медалі «За заслуги» (Army Commendation Medal),
- дві медалі «За досягнення» (Army Achievement Medal)[2].